# Why Go
"Why Go" é uma canção da banda grunge estadunidense Pearl Jam. A canção é a quarta faixa do álbum de estreia da banda, Ten, de 1991. Tem a letra escrita pelo vocalista Eddie Vedder e a música composta pelo baixista Jeff Ament. Vedder dedica esta canção a uma garota chamada Heather. Além de aparecer no álbum Ten, esta canção também aparece como uma B-side no single "Oceans", com uma versão ao vivo. Uma versão remixada da canção foi incluída na reedição do álbum Ten em 2009.

## Letra
Nas notas do álbum Ten, Vedder aparece dedicando a canção para uma garota chamada Heather. Em uma entrevista, Vedder disse:
| “ | A canção "Why Go"... foi escrita sobre uma garota em particular de Chicago que...Suponho que sua mãe a pegou fumando maconha ou algo assim. Ela teria cerca de 13 anos e estava bem. Acho que sua mãe pensou a seguinte coisa, você sabe, essa menina deve ir a um hospital. A levaram e ficou bastante tempo fora. Ela foi muito forte já que se recusou a aceitar muitas das acusações que tinha feito coisas terríveis, quando ela realmente não tinha feito nada ... foi hospitalizada por dois anos. | ” |

## Recepção
Em março de 2009, "Why Go" foi disponibilizada como download para a série Rock Band como uma faixa mestre, como parte do álbum Ten.

## Performances ao vivo
"Why Go" foi cantada pela primeira vez ao vivo no dia 22 de dezembro de 1990, em um concerto em Seattle, Washington, no Moore Theatre. Apresentações ao vivo de "Why Go" podem ser encontradas no box set "Dissident"/Live in Atlanta, em vários bootlegs oficiais, no box set Live at the Gorge 05/06, e no  LP Drop in the Park incluído na edição Super Deluxe da reedição de Ten.

## Créditos
- Eddie Vedder - vocal
- Stone Gossard - guitarra
- Mike McCready - guitarra
- Jeff Ament - baixo
- Dave Krusen - bateria

## Ligações Externas
- Letra no pearljam.com